# (7645) Pons
(7645) Pons ist ein Asteroid des inneren Hauptgürtels, der am 4. Januar 1989 vom tschechischen Astronomen Antonín Mrkos am Kleť-Observatorium (IAU-Code 046) nahe der Stadt Český Krumlov in Südböhmen entdeckt wurde.
Benannt wurde er am 9. März 2001 nach dem französischen Astronomen und Kometenentdecker Jean-Louis Pons (1761–1831), der mit den von ihm entdeckten 37 Kometen der bis heute erfolgreichste Kometenentdecker ist.